# Верхній Чумой
Верхній Чумо́й (рос. Верхний Чумой) — присілок в Ігринському районі Удмуртії, Росія.

## Населення
Населення — 16 осіб (2010; 22 в 2002).
Національний склад станом на 2002 рік:
- росіяни — 55 %
- удмурти — 45 %

## Урбаноніми[3]
- вулиці — Соснова, Ставкова